# Ten Feet Tall
Ten Feet Tall is een nummer van de Nederlandse dj Afrojack uit 2014, ingezongen door de Amerikaanse zanger Wrabel. Het is de derde single van Afrojacks debuutalbum Forget the World.
"Ten Feet Tall" werd vooral in Nederland en Hongarije een grote hit. Het nummer wist de Amerikaanse Billboard Hot 100 met een 100e positie nog net te halen. In de Nederlandse Top 40 was het nummer met een 9e positie zeer succesvol. In Vlaanderen bleef het echter steken op een 57e positie in de Ultratip 100.